# Oukaïmeden
Oukaïmeden (en lengua bereber: Ukayemdan, en árabe أوكايمدن o أوكايمدان) es una estación de esquí de Marruecos. Se sitúa en las montañas del Atlas, cerca del Monte Toubkal, pico más alto del país, a unos 80 kilómetros al sur de la ciudad de Marrakech.
La zona de esquí se encuentra a una altitud de entre los 2600 y los 3200 m s. n. m., y cuenta con seis remontes. Hay algunos hoteles y establecimientos de alquiler de esquís en la zona.

## Destino de búlder
Oukaïmeden es un destino internacional de búlder. Empezó a ser popular entre los practicantes de búlder en la década de 1970, pero no fue hasta principios de la década de 2010 que empezó a ser frecuentada por escaladores internacionales. El Club alpin français estableció algunos de los primeros circuitos de búlder de la zona. Los circuitos eran similares a los utilizados en la conocida y establecida zona de búlder de Fontainebleau, en Francia. Sin embargo, la mayoría de estos circuitos han desaparecido. En algunas rocas se pueden observar restos de la pintura utilizada para marcar los circuitos.[cita requerida]
En 2013, la asociación Imik'simik comenzó a documentar las rocas aptas para practicar búlder de la zona, y publicó una guía en línea  con aproximadamente 1.000 rocas. 

## Datos climáticos
| Parámetros climáticos promedio de Oukaïmeden, Morocco (1982–1994) | Parámetros climáticos promedio de Oukaïmeden, Morocco (1982–1994) | Parámetros climáticos promedio de Oukaïmeden, Morocco (1982–1994) | Parámetros climáticos promedio de Oukaïmeden, Morocco (1982–1994) | Parámetros climáticos promedio de Oukaïmeden, Morocco (1982–1994) | Parámetros climáticos promedio de Oukaïmeden, Morocco (1982–1994) | Parámetros climáticos promedio de Oukaïmeden, Morocco (1982–1994) | Parámetros climáticos promedio de Oukaïmeden, Morocco (1982–1994) | Parámetros climáticos promedio de Oukaïmeden, Morocco (1982–1994) | Parámetros climáticos promedio de Oukaïmeden, Morocco (1982–1994) | Parámetros climáticos promedio de Oukaïmeden, Morocco (1982–1994) | Parámetros climáticos promedio de Oukaïmeden, Morocco (1982–1994) | Parámetros climáticos promedio de Oukaïmeden, Morocco (1982–1994) | Parámetros climáticos promedio de Oukaïmeden, Morocco (1982–1994) |
| Mes                                                               | Ene.                                                              | Feb.                                                              | Mar.                                                              | Abr.                                                              | May.                                                              | Jun.                                                              | Jul.                                                              | Ago.                                                              | Sep.                                                              | Oct.                                                              | Nov.                                                              | Dic.                                                              | Anual                                                             |
| ----------------------------------------------------------------- | ----------------------------------------------------------------- | ----------------------------------------------------------------- | ----------------------------------------------------------------- | ----------------------------------------------------------------- | ----------------------------------------------------------------- | ----------------------------------------------------------------- | ----------------------------------------------------------------- | ----------------------------------------------------------------- | ----------------------------------------------------------------- | ----------------------------------------------------------------- | ----------------------------------------------------------------- | ----------------------------------------------------------------- | ----------------------------------------------------------------- |
| Temp. máx. media (°C)                                             | 5.5                                                               | 5.9                                                               | 8.0                                                               | 9.7                                                               | 12.7                                                              | 17.4                                                              | 22.2                                                              | 21.9                                                              | 19.5                                                              | 12.9                                                              | 9.0                                                               | 7.4                                                               | 12.7                                                              |
| Temp. media (°C)                                                  | 1.0                                                               | 1.8                                                               | 3.7                                                               | 5.2                                                               | 8.4                                                               | 12.8                                                              | 17.6                                                              | 17.5                                                              | 15.0                                                              | 8.7                                                               | 4.7                                                               | 3.4                                                               | 8.3                                                               |
| Temp. mín. media (°C)                                             | -3.3                                                              | -2.2                                                              | -0.2                                                              | 1.4                                                               | 4.0                                                               | 8.2                                                               | 12.9                                                              | 13.1                                                              | 10.3                                                              | 4.4                                                               | 0.4                                                               | -1.0                                                              | 4.0                                                               |
| Precipitación total (mm)                                          | 55.4                                                              | 78.4                                                              | 75.8                                                              | 56.9                                                              | 47.1                                                              | 23.0                                                              | 26.9                                                              | 18.7                                                              | 25.7                                                              | 39.2                                                              | 50.0                                                              | 39.2                                                              | 536.3                                                             |
| Días de lluvias (≥ 1 mm)                                          | 0.0                                                               | 2.1                                                               | 2.9                                                               | 5.3                                                               | 7.5                                                               | 5.0                                                               | 8.5                                                               | 10.5                                                              | 6.0                                                               | 3.1                                                               | 2.0                                                               | 1.0                                                               | 53.9                                                              |
| Días de nevadas (≥ 1 mm)                                          | 9.0                                                               | 10.0                                                              | 10.0                                                              | 3.8                                                               | 2.0                                                               | 1.0                                                               | 0.0                                                               | 0.0                                                               | 0.0                                                               | 1.2                                                               | 6.0                                                               | 4.5                                                               | 47.5                                                              |
| Humedad relativa (%)                                              | 56                                                                | 61                                                                | 62                                                                | 61                                                                | 63                                                                | 59                                                                | 51                                                                | 53                                                                | 53                                                                | 61                                                                | 61                                                                | 51                                                                | 58                                                                |
| Fuente: L'Association Internationale de Climatologie              |                                                                   |                                                                   |                                                                   |                                                                   |                                                                   |                                                                   |                                                                   |                                                                   |                                                                   |                                                                   |                                                                   |                                                                   |                                                                   |